# Парнаиба (футбольный клуб)
«Парнаи́ба» (порт.-браз. Parnahyba Sport Club) — бразильский футбольный клуб, представляющий город Парнаиба штата Пиауи. В 2017 году клуб выступал в Серии D Бразилии.

## История
Клуб основан 1 мая 1913 года, домашние матчи проводит на арене «Мао Санта», вмещающей 4 000 зрителей. В чемпионате штата Пиауи клуб побеждал 12 раз, и является по этому показателю третьим клубом штата. В Серии C Бразилии «Парнаиба» провела один сезон, в 2005 году она выбыла после первой стадии турнира. В Кубке Бразилии клуб принимал участие в общей сложности три раза, но ни разу не пробивался дальше первого круга. В 2013 году клуб дебютировал в Серии D чемпионата Бразилии и занял 20-е место.

## Достижения
- Чемпион Лиги Пиауиэнсе (13): 1916, 1919, 1924, 1925, 1927, 1929, 1930, 1940, 2004, 2005, 2006, 2012, 2013